# Ormosia stenostyla
Ormosia stenostyla är en tvåvingeart som beskrevs av Alexander 1965. Ormosia stenostyla ingår i släktet Ormosia och familjen småharkrankar. Inga underarter finns listade i Catalogue of Life.